# Исус то није рекао
Исус то није рекао: Прича о томе ко је изменио Библију и зашто (енгл. Misquoting Jesus: The Story Behind Who Changed the Bible and Why) је књига Барт Д. Ермана, учењака Новог завета на Универзитету Северне Каролине у Чапел Хилу.. Књига уводи читаоце на поље текстуалне критике Библије. Ерман разматра низ текстуалних варијанти које су резултирале из намерних или случајних рукописних промена током ере скрипторијума. Књига је била на листи бестселера Њујорк Тајмса
Ми не само да немамо оригинале, него немамо ни прве преписе оригинала. А немамо чак ни преписе преписа оригинала, па ни преписе преписа преписа оригинала. Ми имамо само преписе који су начињени много касније.

## Резиме
Ерман препричава своје лично искуство у проучавању Библије и текстуалне критике. Он укратко објашњава историју текстуалне критике, из дела Еразма Ротердамског до данас. Књига описује ранохришћанско окружење у којем су се књиге, које ће касније сачињавати Нови завет, копирале ручно, углавном од хришћанских аматера. Ерман закључује да су разни рани књижевници мењли у Новом завету текстове како би се умањио значај улоге жена у раној цркви, да уједини и усклади различита приказивања Исуса у четири јеванђеља, као и да се супротстави одређеним јересима (као што је адопционизам). Ерман тврди да поједина широко распрострањена хришћанска веровања, као што је божанска природа Исуса, повезана не са оригиналним речима Писма, већ са овим каснијим променама.